# Myslo
 (mars 2022).

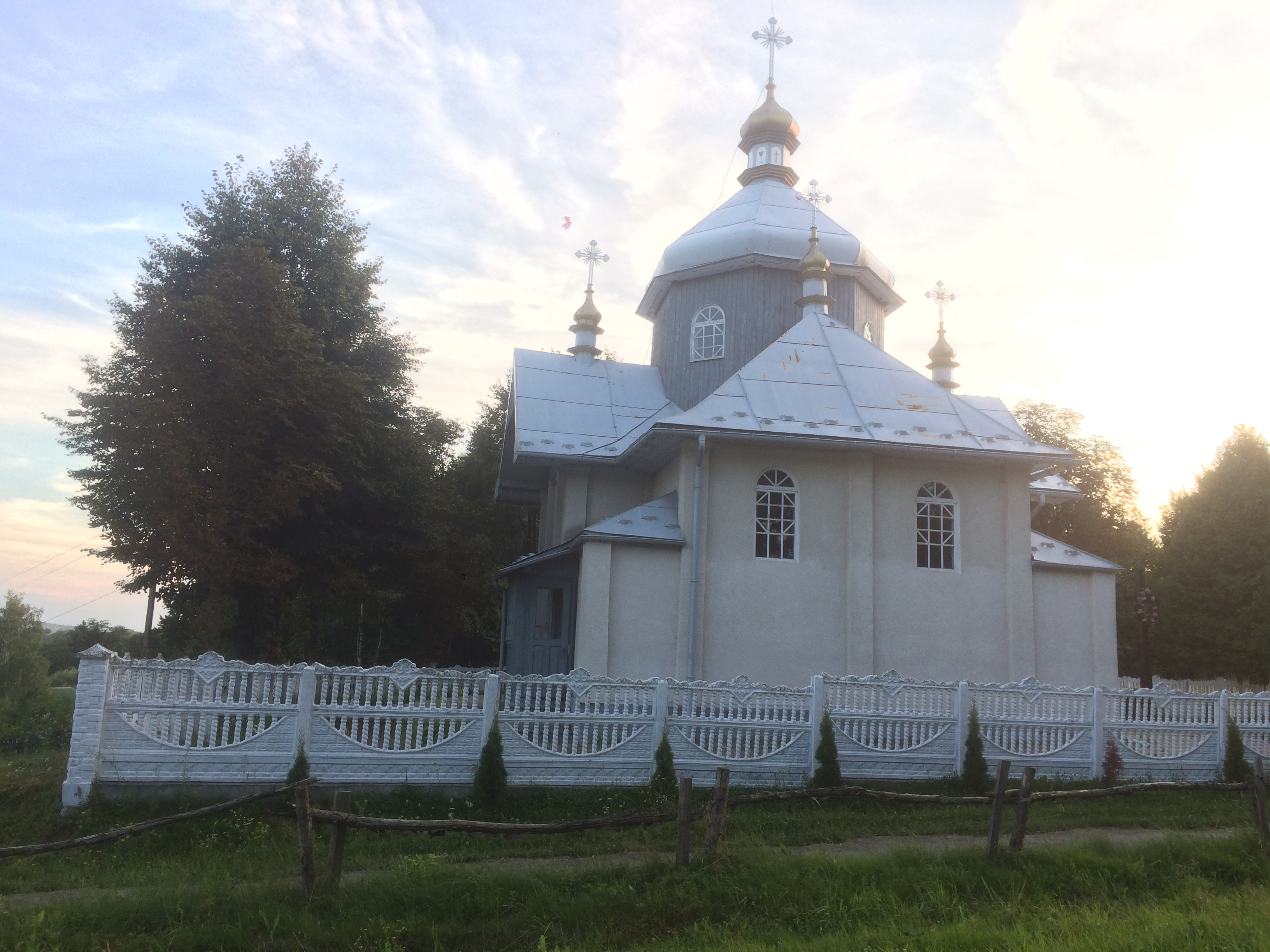
Nouvelle église gréco-catholique de Myslo.

Myslo (en ukrainien : Мислів) ou Mysliv est un village situé dans le raïon de Kalouch, lui même situé dans l’oblast d'Ivano-Frankivsk, en Ukraine.

## Histoire
Myslo fait partie de l’empire austro-hongrois jusqu’au début du XXe siècle. Au printemps 1915, tandis que l’empire est engagé dans la Première Guerre mondiale, les autorités mettent à contribution les communautés    juives et chrétiennes pour soutenir l’effort de guerre. À Myslo, inclus dans la paroisse de Ripyanka, la 3e armée Austro-hongroise collecte 5 de ses cloches en 1916.

## Démographie

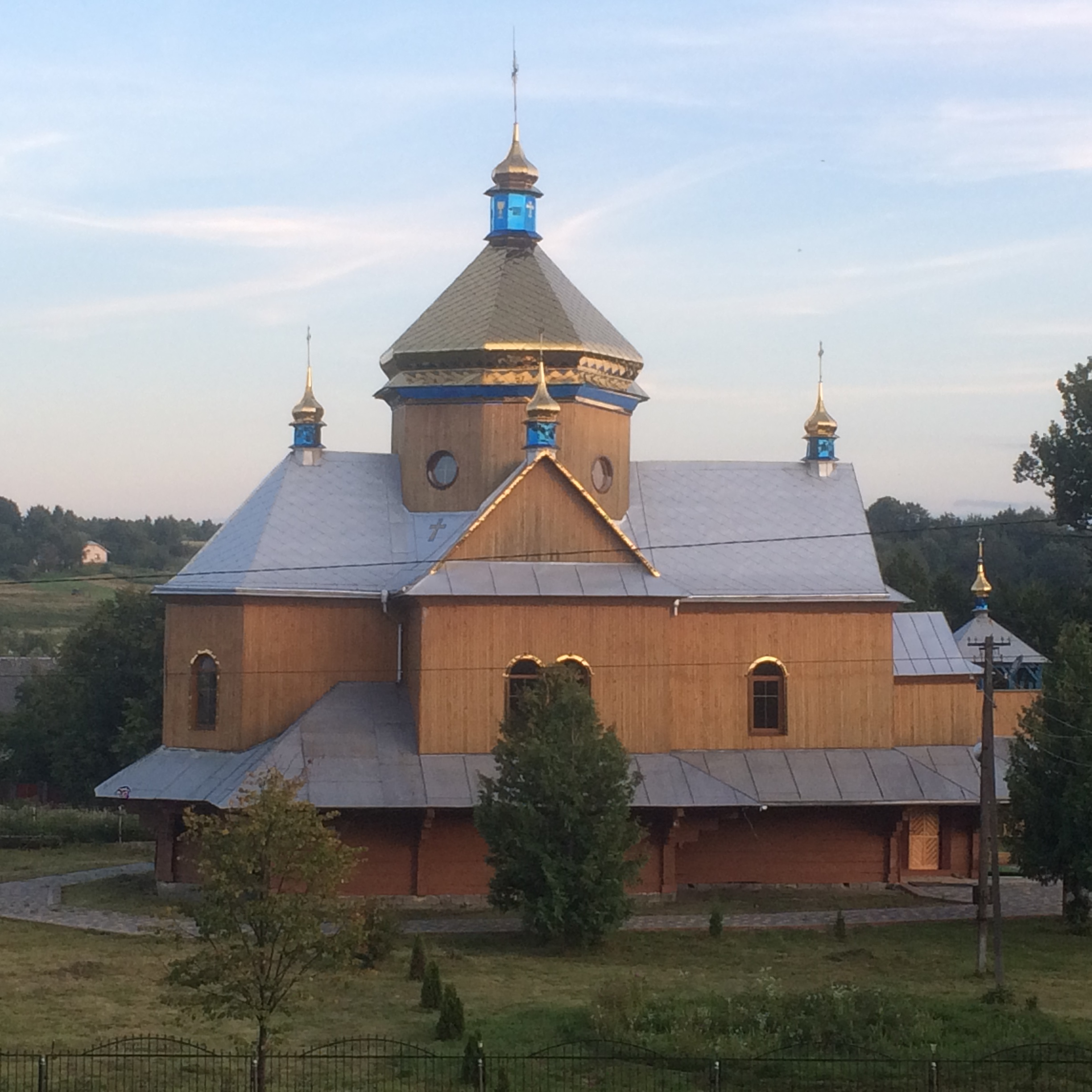
Ancienne église gréco-catholique de Myslo.

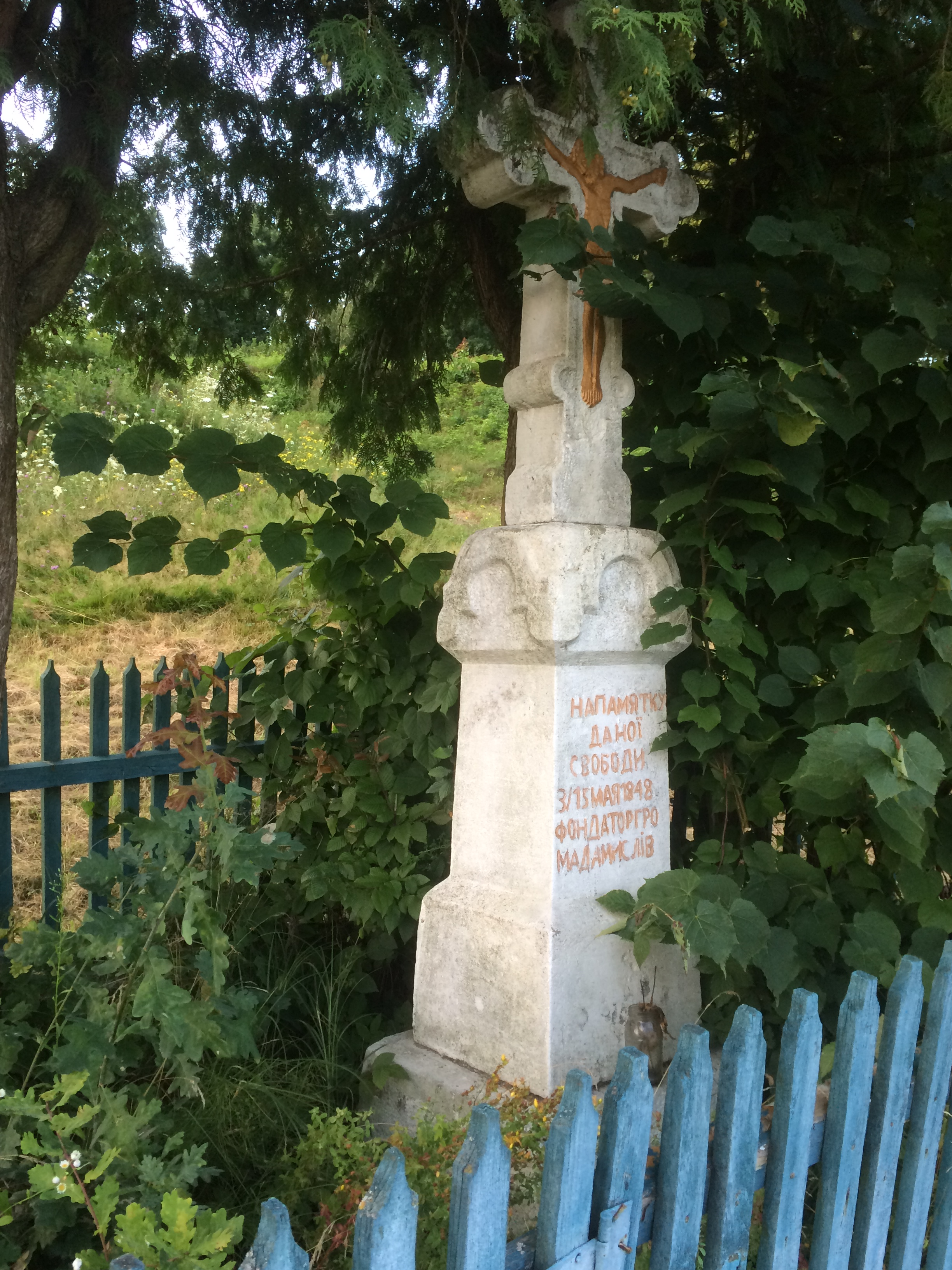
Croix à la mémoire de l’abolition du servage en 1848.

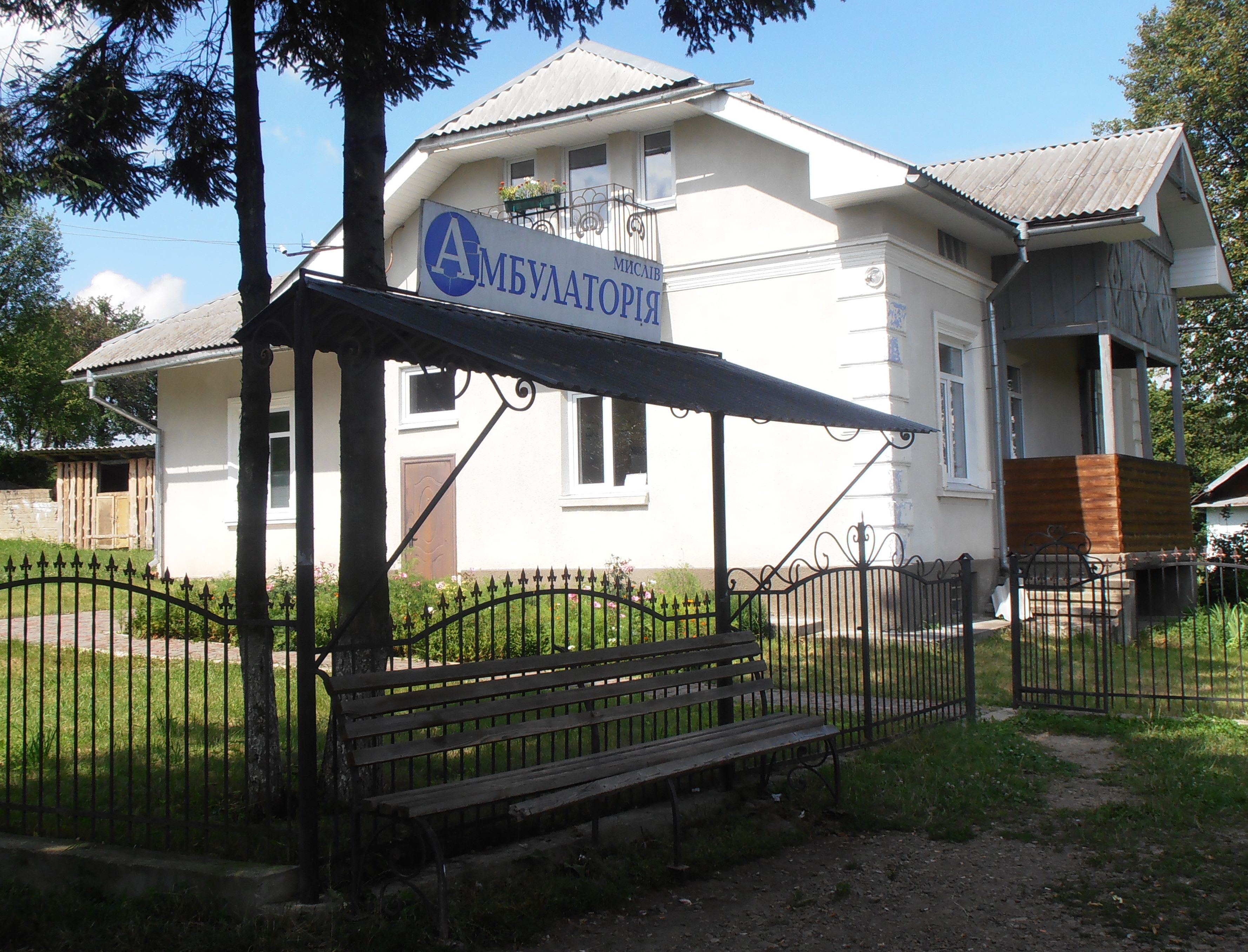
Clinique à Myslo.

En 2022, peu avant l’Invasion de l'Ukraine par la Russie, le village comportait 800 habitants.